# Pseudonautia geniculapicta
Pseudonautia geniculapicta är en insektsart som först beskrevs av Bruner, L. 1920.  Pseudonautia geniculapicta ingår i släktet Pseudonautia och familjen Romaleidae. Inga underarter finns listade i Catalogue of Life.